# Национални дан родне равноправности
Национални дан родне равноправности установљен је на седници Бладе Републике Србије 27. октобара 2021, а који ће се обележавати 11. јуна сваке године.

## Историјат
Циљ успостављања националног Дана родне равноправности био би да родна равноправност буде видљивија, да се положај жена у Србији унапреди, како би и жене, као и мушкарци, имале једнаке могућности да раде, напредују и живе.
Као дан обележавања Националног дана родне равноправности изабран је 11. јун, дан када је 1842. године одобрено школовање жена у Србији. Указом кнеза Михаила одобрено је Наталији Петровић и Софији и Катарини Лекић да могу да отворе школу за женску децу.
Родна равноправност подразумева то да сва људска бића имају слободу да развијају личне способности и праве изборе без ограничења која су наметнута строгим родним улогама, да се у једнакој мери узимају, вреднују и подржавају различита понашања, жеље и потребе жена и мушкараца; подразумева равноправну видљивост, оснаженост и учешће оба пола у свим сферама јавног и приватног живота; њен циљ је да промовише пуно учешће жена и мушкараца у друштву; претпоставља да мушкарци и жене имају једнаке предуслове за остваривање људских права и да постоје једнаке могућности за мушкарце и жене да допринесу културном, политичком, економском, социјалном и националном напретку, као и да имају исте могућности да уживају све користи и бенефиције од напретка једне заједнице.

## Законски оквири
У законодавству Републике Србије Родна равноправност регулисана је усвајањем и применом како међународних докумената, тако и доношењем закона и других стратегија на националном и покрајинском нивоу:
- Закон о ратификацији Конвенције о елиминацији свих облика дискриминације над женама Уједињених нација,
- Закон о потврђивању Конвенције Савета Европе о спречавању и борби против насиља над женама и насиља у породици,
- Пекиншка декларација и Платформа за акцију,
- Резолуција о родној равноправности на локалном и регионалном нивоу,
- Резолуција Савета безбедности – жене, мир и безбедност 1325,
- Закон о родној равноправности,
- Закон о забрани дискриминације,
- Закон о спречавању насиља у породици,
- Национална стратегија за родну равноправност за период од 2021. до 2030. године,
- Стратегија за спречавање и борбу против родно заснованог насиља према женама и насиља у породици за период 2021-2025. године,
- Одлука о равноправности полова АП Војводине,
- Програм за заштиту жена од насиља у породици и партнерским односима и других облика родно заснованог насиља у АП Војводини за период oд 2023. дo 2026. године.

## Стратегија за родну равноправност
Влада Републике Србије је на основу члана 14. став 4. и члана 60. став 1. тачка 4) Закона о родној равноправности („Службени гласник РС”, број 52/21) и члана 38. став 1. Закона о планском систему Републике Србије („Службени гласник РС”, број 30/18), усвојила Стратегију за родну равноправност за период од 2021. до 2030. године којом су утврђене свеобухватне мере за унапређење родне равноправности као чиниоца који подстиче развој друштва у Републици Србији.

## Индекс родне равноправности
Србија је прва земља ван Европске уније која је увела Индекс родне равноправности 2016. године - инструмента којим се мери напредак у постизању родне равноправности у земљама Европске уније и земљама кандидатима за чланство у ЕУ. У Палати Србије 20. октобра 2021. године одржано је представљање Индекса родне равноправности где је приказан напредак (58 процентних поена) у постизању родне равноправности за 2,2 више поена у односу на претходни индекс, израчунат 2018. године, односно за 5,6 у односу на 2016. годину.